# Concentración alveolar mínima
La concentración alveolar mínima o MAC es la concentración de vapor en los alvéolos pulmonares que se necesita para evitar el movimiento (respuesta motora) en el 50% de los sujetos en respuesta al estímulo quirúrgico (dolor). El MAC se utiliza para comparar las fortalezas o potencia de los vapores anestésicos. El concepto de MAC se introdujo por primera vez en 1965.
El MAC en realidad es un valor medio, no como un mínimo término implica. Un valor MAC más bajo representa un anestésico volátil más potente. 
Otros usos de MAC incluyen MAC-BAR (1.7-2.0 MAC), que es la concentración requerida para bloquear los reflejos autónomos a los estímulos nociceptivos, y MAC-awake (0.3-0.5 MAC), la concentración requerida para bloquear los reflejos voluntarios y controlar la percepción perceptiva. 

## Definición formal
El MAC es la concentración del vapor (medido como un porcentaje a 1 atmósfera, es decir, la presión parcial) que impide el movimiento del paciente en respuesta a un estímulo supramaximal (tradicionalmente una profundidad establecida y un ancho de incisiones en la piel) en el 50% de asignaturas. Esta medición se realiza en estado estacionario (suponiendo una concentración alveolar constante durante 15 minutos), bajo el supuesto de que esto permite un equilibrio entre los gases en los alvéolos, la sangre y el cerebro. El MAC se acepta como una medida válida de la potencia de los anestésicos generales por inhalación porque permanece bastante constante para una especie dada, incluso en condiciones variables. 

## Hipótesis de Meyer-Overton
El MAC de una sustancia volátil es inversamente proporcional a su solubilidad en lípidos (coeficiente de petróleo: gas), en la mayoría de los casos. Esta es la hipótesis de Meyer-Overton presentada en 1899–1901 por Hans Horst Meyer y Charles Ernest Overton. La MAC está inversamente relacionado con la potencia, es decir, MAC alto es igual a potencia baja. 
La hipótesis correlaciona la solubilidad en lípidos de un agente anestésico con la potencia (1/MAC) y sugiere que el inicio de la anestesia ocurre cuando suficientes moléculas del agente anestésico se han disuelto en las membranas lipídicas de la célula, lo que resulta en anestesia. Las excepciones a la hipótesis de Meyer-Overton pueden resultar de: 
- propiedad convulsiva de un agente
- receptor específico (varios agentes pueden exhibir un efecto adicional a través de receptores específicos)
- La administración conjunta de agonistas alfa2 (dexmedetomidina) y/o agonistas de receptores opioides (morfina/fentanilo) puede disminuir la MAC[6][7]
- Hipótesis del volumen crítico de Mullin
- Modulación positiva de GABA en receptores GABA A por barbitúricos o benzodiacepinas

## Factores que afectan la MAC
Ciertos estados fisiológicos y patológicos pueden alterar la MAC. Por ejemplo, la MAC aumenta con hipertermia e hipernatremia. Curiosamente, también se ha descubierto que los sujetos humanos con cabello rojo han aumentado la MAC. Por el contrario, la anemia, la hipercarbia, la hipoxia, la hipotermia, la hipotensión (PAM <40 mmHg) y el embarazo parecen disminuir la MAC. La duración de la anestesia, el sexo, la altura y el peso parecen tener poco efecto sobre el MAC. 
Se ha demostrado que la edad afecta la MAC. La MAC comienza a aumentar al mes de edad con un pico aproximadamente a los 6 meses de edad. Hay una disminución constante posterior en la MAC con el aumento de la edad, con la excepción de otro pico durante la pubertad. Existe un modelo lineal que describe el cambio en MAC de aproximadamente el 6% por década de edad. 
También se ha encontrado que los medicamentos, las drogas ilícitas y el historial previo de uso de sustancias afectan la MAC. Por ejemplo, el uso agudo de anfetaminas, cocaína, efedrina y el uso crónico de alcohol aumentan la MAC. Mientras que la administración de propofol, etomidato, barbitúricos, benzodiacepinas, ketamina, opiáceos, anestésicos locales, litio, verapamilo y agonistas alfa 2 (dexmedetomidina, clonidina) disminuyen la MAC. También se ha encontrado que la intoxicación aguda por alcohol y el uso crónico de anfetaminas disminuyen la MAC. 
Los valores de la MAC son aditivos. Por ejemplo, cuando se aplica 0.3 MAC del medicamento X y 1 MAC del medicamento Y, la MAC total alcanzado es 1.3 MAC. De esta manera, el óxido nitroso se usa a menudo como un gas "portador" para disminuir el requerimiento anestésico de otras drogas. 

## Valores MAC comunes
Se sabe que los valores disminuyen con la edad y lo siguiente se da en base a una persona de 40 años (MAC40 ):
- Óxido nitroso - 104[8]
- Xenón - 72
- Desflurano - 6.6
- Éter etílico - 3.2
- Sevoflurano - 1.8
- Enflurano - 1.63
- Isoflurano - 1.17
- Halotano - 0.75
- Cloroformo - 0.5
- Metoxiflurano - 0.16